# پاتکوو (شهرستان ووشتسه)
پاتکوو (به لهستانی:  Patków) یک روستا در لهستان است که در گمینا ووشتسه واقع شده‌است.